# هزار و یک شب: ماجراهای سندباد
بازی هزار و یک شب: ماجراهای سندباد (به انگلیسی: 1001 Nights: The Adventures of Sinbad) از سری بازی‌های پیدا کردن اشیا مخفی است که در سال ۲۰۰۹ میلادی توسط شرکت بازیسازی الوار گیمز تهیه و منتشر گردیده است. این بازی فقط برای کامپیوترهای مبتنی بر سیستم عامل ویندوز انتشار یافته است.

## داستان بازی
همان‌طور که از نام این بازی می‌توان دریافت، ماجراهای سندباد دریانورد در این بازی به تصویر کشیده شده. سندباد ماهیگیر فقیری است که تصادفاً گنج عظیمی را از زیر دریا پیدا می‌کند و آن را با مردم دهکده خود تقسیم می‌نماید. حاکم ظالم آن سرزمین لشکریان خودرا برای دستگیری سندباد می‌فرستد و پس از فهمیدن محل این گنج بزرگ، سندباد را به دریا می‌اندازند. سندباد در دریا به یه شاهزاده خانم بنام «چالیدا» که توسط هیولای دریاها طلسم شده و اکنون تبدیل به یک کشتی چوبی غرق شده گردیده، آشنا می‌شود. شاهزاده خانم از سندباد تقاضا می‌کند که به او کمک کند تا این طلسم شکسته شود. تنها راه شکستن طلسم شاهزاده خانم، پیدا نمودن هفت جواهر تاج پادشاهی اوست که در مکان‌های مختلف پراکنده گردیده.

## گیم‌پلی

گیم پلی بازی

اصول اولیه و کلی گیم پلی این بازی‌ها بر مبنای بازی‌های «اشاره و کلیک» ماجرایی ساخته شده و مشخصا در این نوع بازی‌ها به این گونه است که تعداد معینی اشیا در یک صحنه به صورت مخفی قرار دارد و بازیباز باید با دقت آن‌ها را یک به یک پیدا نموده و عملیات خاصی را به اتمام برساند. در این بازی هم در هر صحنه تعدادی آبجکت در محیط به صورت مخفی قرار دارند و لیست اشیایی که باید پیدا شوند در قسمت زیر پنجره بازی به نمایش در می‌آید. برای مثال بازیباز باید تعداد ۱۳ عدد قطعه گمشده یک اسطرلاب را پیدا نموده و سرانجام با تکمیل کردن اسطرلاب، می‌توان این وسیله را به اندوخته‌های سندباد اضافه نمود. البته هر صحنه شامل سه یا تعداد بیشتری اشیا برای تکمیل است. حدود ۳۰ محل مختلف در طول داستان بازی به بازیباز ارائه می‌گردد.

## مشخصات فنی
- گرافیک: این بازی یک بازی ماجرایی است و گرافیک آن به صورت صحنه‌های از قبل رندر شده دوبعدی می‌باشد. حال و هوای گرافیک بازی یادآور داستان‌های تخیلی و افسانه‌ای هزار و یک‌شب و خاورمیانه‌ای می‌باشد.
- صدا و موسیقی: موسیقی و صداهای این بازی ساخته «کنستانتین الگازین»[۴] می‌باشد و سازندگان این بازی از موسیقی عربی برای صحنه‌های مربوط به بازی بهره برده‌اند.